# Nathan Stewart-Jarrett
Nathan Stewart-Jarrett est un acteur anglais, né le 4 décembre 1985 à Wandsworth dans le Grand Londres. Il est notamment connu pour son rôle de Curtis dans la série dramatique Misfits.
Il a été formé à la Central School of Speech and Drama et en est sorti diplômé en 2006.
Il a tenu un rôle dans les films Will You Marry Me? et The Comedian. Il a joué en outre dans les séries anglaises Utopia et The Paradise.

## Filmographie

### Cinéma
- 2011 : Will You Marry Me? : Dillon
- 2012 : The Comedian : Nathan
- 2013 : Dom Hemingway : Hugh
- 2019 : Alex, le destin d'un roi (The Kid Who Would Be King) de Joe Cornish : Mr. Kepler
- 2019 : Mope : Steve Driver
- 2021 : Candyman de Nia DaCosta : Troy Cartwright
- 2023 : Femme : Jules
- 2024 : Azrael de E.L. Katz : Kenan

### Télévision
- 2007-2010 : Casualty : Tunde/Luke Whitby (2 épisodes)
- 2009 : Coming Up : Sam
- 2009 : The Bill : Georgie
- 2009-2012 : Misfits : Curtis Donovan (rôle principal, 25 épisodes)
- 2010 : Money : Felix (2 épisodes)
- 2013 : Utopia : Ian (rôle principal, 12 épisodes)
- 2013 : The Paradise : Christian Cartwright
- 2015 : Prey : Richard Iddon (3 épisodes)
- 2016 : Les Mystères de Londres : Elias Downey (3 épisodes)
- 2017 : Famous in Love : Barrett Hopper (6 épisodes)
- 2019 : Quatre Mariages et un enterrement : Tony (8 épisodes)
- 2019-2020 : The Trial of Christine Keeler :  Johnny Edgecombe (6 épisodes)
- 2020 : Dracula : Adisa
- 2020 : Soulmates : Jonah
- 2021 : Doctor Who : Leo Rugazzi
- 2021 : Generation : Sam (16 épisodes)
- 2023 : Culprits : Joe (8 épisodes)
- 2024 : Black Doves : Zack